# Československá kolonie Togo

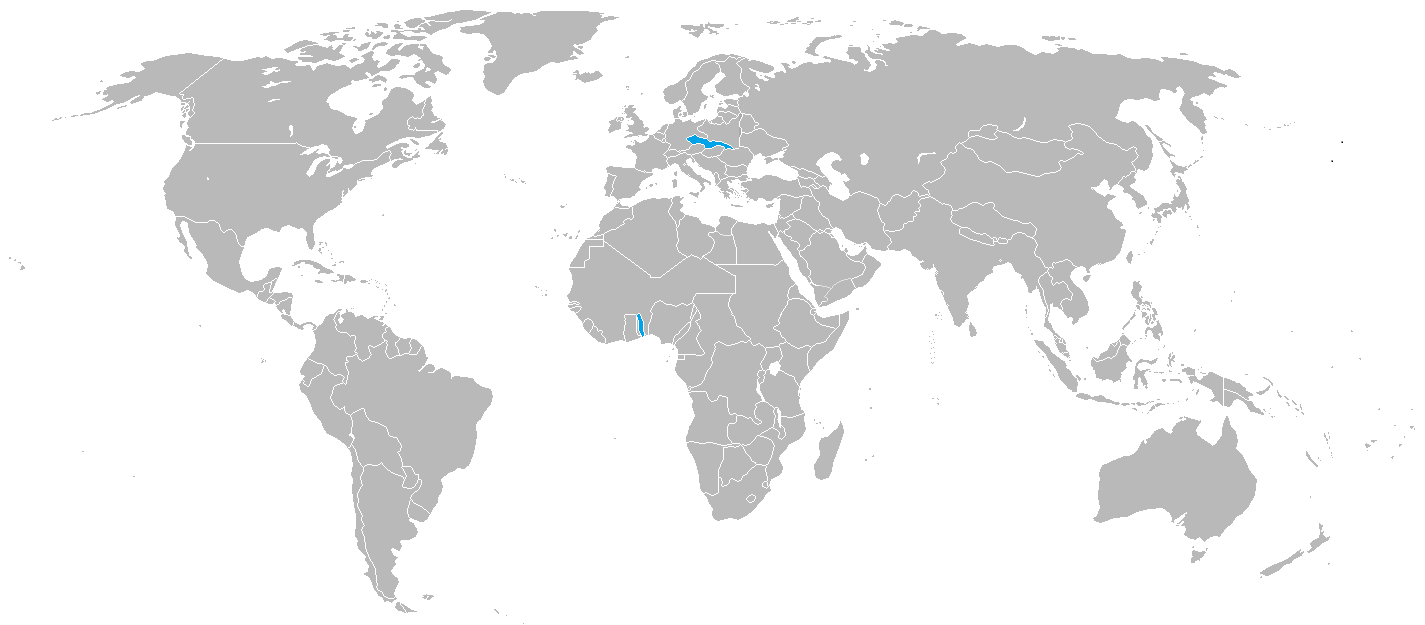
Československo a Togo na mapě světa

Československá kolonie Togo byl nikdy neuskutečněný koncept československé kolonie v západní Africe. Za autora této myšlenky je považován český spisovatel Jan Havlasa, ale i český orientalista Alois Musil nebo cestovatel Emil Holub, kterým myšlenka československé kolonie nebyla cizí. Je nutné zmínit, že oficiální dokumenty se v žádném případě nezmínily o možnosti, že by oblast Toga připadla pod správu nově vzniklého Československa, tudíž je na představu československého zámořského území spíše nahlíženo pouze jako na jakési „přání“ některých obyvatel, nežli historickou skutečnost. Doopravdy bylo poválečné Togo rozděleno mezi Francii a Spojené království.

## Historický kontext
Myšlenka vzniku československé kolonie měla nejblíže po konci první světové války, kdy probíhala mírová konference ve Versailles s poraženým Německem. Zde se mj. rozhodlo, že Německé císařství bude zbaveno svých zámořských území, jejichž součástí bylo i dnešní Togo, tehdy známé jako Togoland. Roku 1919 Havlasa vydal brožuru České kolonie zámořské, ve které jako nejvhodnější území ke kolonizaci vytipoval právě Togo. Jedním z důvodů, proč se mělo stát československou kolonií zrovna tato oblast je fakt, že tehdejší tožská populace v bývalé německé kolonii roku 1912 sčítala lehce přes milión a rozloha zaujímala zhruba třetinu Československa (pro představu ČSR mělo v době vzniku 140 446 km², zatímco dnešní Togo má 56 789 km²), a tak se soudilo, že by československé úřady neměly se správou území větší problém. Ta měla být dosažena pomocí zkušených československých legií, které se vracely ze Sibiře přes Tichý oceán a dále přes Atlantik, přičemž v Togu ještě po Němcích zůstala částečná koloniální správa a pořádek, který byl Čechům, žijícím několik století v německém prostoru, blízký. V tranzitu tehdy bylo přes 60 000 československých legionářů.

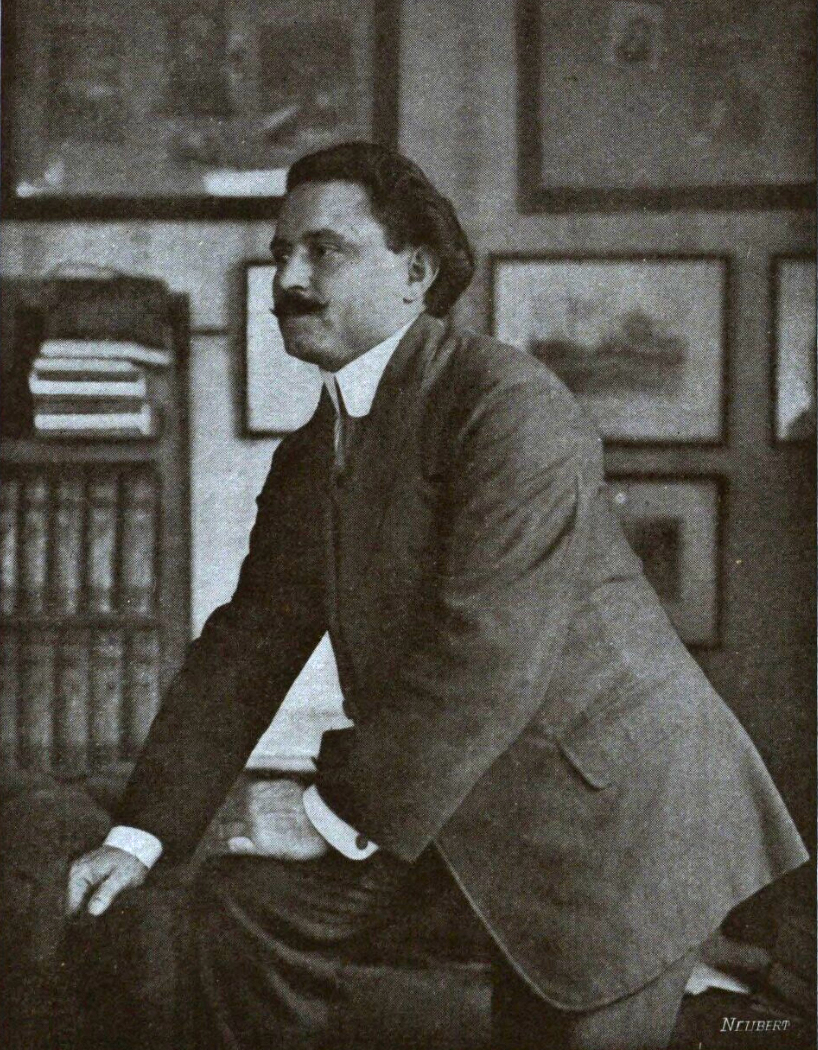
Jan Havlasa mimo jiné usiloval i o to, aby se představitelé Československa podíleli na kolonizaci Nové Guineje
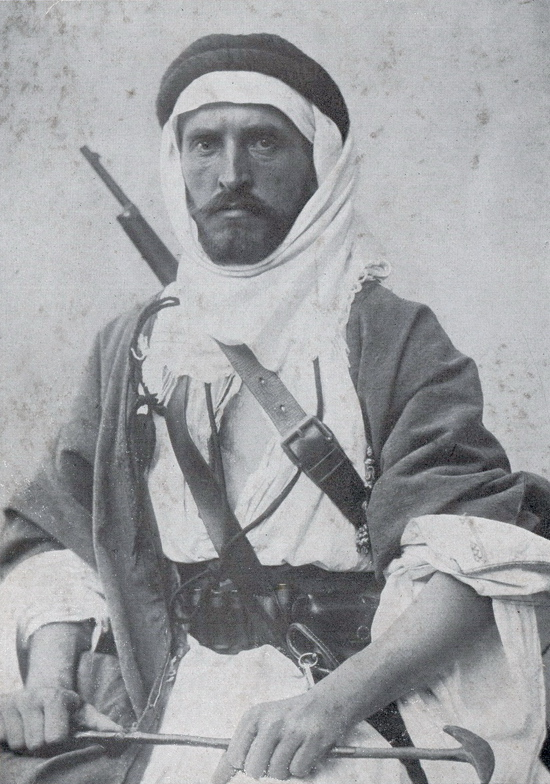
Alois Musil patřil společně s Janem Havlasou mezi hlavní propagátory myšlenky, aby se Československo stalo aktivní v zámořské politice

## Možná správa
Pokud by se Togo opravdu tehdy stalo kolonií Československa, uvažovalo se, že by se odtud mohla do československého přístavu v Německu dovážet železná ruda a tamější zboží jako kakao, káva, proso či kůže, což se jevilo jako obrovský benefit pro československé závody. Někteří cestovatelé, například Vilém Němec, měli představu, že by se v kolonii mohly angažovat velké podniky jako Škoda nebo ČKD a vybudovat zde své továrny, čímž by se využila místní pracovní síla. Další zastánci ideje počítali s tím, že zdejší obyvatelé se budou vzdělávat za pomoci českých učitelů, podobně jako se dělo v Podkarpatské Rusi. V Togu by také Čechoslováci poprvé ve větší míře narazili na nemoci typické pro africký kontinent jako spavou nemoc, zimnici či malárii.

## Německé poštovní známky s přetiskem Č.S.P.
Existují případy, kdy se na německých koloniálních známkách z Toga objevily přetisky Č.S.P. Původ této úpravy není znám, mohlo se jednat o soukromou úpravu (Č.S.P. jako zkratka pro Československou poštu) neznámého autora u části přebytečných německých známek.